# 小行星16225
小行星16225（16225 Georgebaldo）是一颗绕太阳运转的小行星，为主小行星带小行星。该小行星于2000年2月29日发现。

## 轨道参数
小行星16225的轨道半长轴为2.5852764 UA，离心率为0.019。